# James Matola
James Matola (Salisbury, atual Harare, 31 de maio de 1977) é um ex-futebolista profissional zimbabuano que atuava como defensor.

## Carreira
James Matola representou o elenco da Seleção Zimbabuense de Futebol no Campeonato Africano das Nações de 2006.